# Tin Hau (stacja MTR)
Tin Hau (chiński: 天后) – jedna ze stacji MTR, systemu szybkiej kolei w Hongkongu, na Island Line. Została otwarta 31 maja 1985. 
Znajduje się na wyspie Hongkong, obsługując obszar Causeway Bay, w dzielnicy Wan Chai. Nazwa stacji nawiązuje do pobliskiej świątyni Tin Hau.